# ZOO (ダンス&ボーカルユニット)
ZOO（ズー）は、日本のダンス&ボーカルグループ。1989年から1995年まで活動していた。J-POPにおけるダンス&ボーカルグループの先駆けと言われることがある。別グループとして「Zoo Jr.」が存在する（後のDEER）。

## 略歴
- 1989年6月、テレビ朝日『DADA L.M.D.』のダンスコンテストに参加したダンサー8名でダンスユニットを結成[3]。10月にユニット名を「ZOO」と改名。
- 1990年1月、ダンサー1名を加え9名となる。5月にテレビ番組『GROOVIN SCENE DADA』のオープニングテーマ「Careless Dance」でCDデビュー。
- 1991年11月、4枚目のシングル「Choo Choo TRAIN」を発売。同曲はJR東日本「JR ski ski」のCMソングに起用され、オリコン最高位3位を記録し[4]、ゴールドディスクではダブル・プラチナに認定されるなど[5]、自身最大のヒット曲となった。
- 1992年4月、初の日本武道館公演を開催[3]。
- 1995年12月、新宿厚生年金会館でのライブをもって解散[3]。

### 解散後
- 1996年、『DREAMS COME TRUE WONDERLAND』にバックダンサーとして参加していたメンバーのうち[6]、SAE、CAP、HIROの3名でLUV DELUXEを結成。DREAMS COME TRUEのプロデュースでデビューした。
- 2012年、TACO、MARK、HISAMIの3名でZOO FUNKとしてイベント出演。
- 2015年1月、元メンバーであるKAZU、MARK、HISAMIの3名がStephanieと、中西圭三プロデュースによるパフォーマンスダンスユニット・Runningman Tokyoを結成。
- 2015年7月3日、日本テレビ『THE MUSIC DAY 音楽は太陽だ。』にSATSUKI、TACO、CAP、NAOYAの4名がZOOとして出演し、「Choo Choo TRAIN」を披露した。

## メンバー
時期により7 - 9名前後がジャケット写真などに写っているが、CD内にはメンバーの記載が無いことが多く、各時期のメンバー在籍詳細は正確に確認できない。実際のところメンバーが入れ替わり立ち替わり変更になっているらしい。なお、シングル「Choo Choo TRAIN」のジャケット裏やアルバム「Present Pleasure」のジャケットではメンバーが13名いることが確認できるが、ZOO Jr.が一緒に写っている可能性もある。1992年後半頃〜1994年頃はTACO・SATSUKI・SAE・HIRO・CAP・MARK・LUKE・NAOYAの8名での活動が主となった。

### 解散時メンバー
全員1989年からの所属。
- TACO（野嶋千照）：ダンサー、リーダー。元子役[7]。現在は現代舞踊研究家として活動。
- SATSUKI（御木五月）：メインボーカル。解散後はソロ活動するなど、CLUB等イベントで活動。
- SAE（海老沢佐江子）：ダンサー。現：ヨガインストラクター。
- HIRO（五十嵐広行）：ダンサー。EXILEリーダー、所属事務所LDHの創業者。
- CAP（坂井俊浩）：ダンサー。
- MARK（岡山純久）：ダンサー。息子はシンガーソングライターの岡山外潤。現在もダンサーとして活動、「Runningman Tokyo」メンバー。
- LUKE（斎藤憲史）：ダンサー。

### 元メンバー
- HISAMI（竹村久美）（1989 - 1992）：現：インストラクター。「Runningman Tokyo」メンバー。
- NAOYA（瀬谷直也）（1990 - 1995）：現：ダンサー、映像作家、ZNダンスクラブというキッズダンス教室を全国展開している。兄はCRAZY-A。
- MAMI（村尾真美）：Zoo jrからZOOのメンバーへ
- CRAZY-A：ダンサー、MC、プロデューサーとして活動。
- KAZU：「Runningman Tokyo」メンバー。
- RYU
- DJ・TSUYOSHI
- YU-KI（北村夕起）（1990 - 1991）：ボーカル。現・TRFボーカル。

### DEER (ZOO.Jr)
- MASATAKA（笹本将崇）：現：SASA。J Soul Brothers（初代）ボーカル。脱退後は音楽制作やプロデューサー等で活動。
- SINSAKU（前田真作）：育成インストラクター、プロダクション経営等。
- HIROSHIGE（池田裕成）：現：「向井智紀」として俳優活動。
- TAKUMI（須崎匠）：引退。

## ディスコグラフィー

### シングル
|      | 発売日         | タイトル          | 規格品番   | 備考 |
| ---- | -------------- | ----------------- | ---------- | --- |
| 1st  | 1990年5月21日  | Careless Dance    | FLDF-09106 | 中西圭三コーラス参加（作曲担当）                                                                             |
| 2nd  | 1991年2月6日   | GIVEN             | FLDF-09134 | |
| 3rd  | 1991年7月3日   | Native            | FLDF-09141 | 中西圭三コーラス参加（作曲も担当）                                                                           |
| 4th  | 1991年11月7日  | Choo Choo TRAIN   | FLDF-09153 | 中西圭三コーラス参加（作曲担当）                                                                             |
| 5th  | 1992年4月29日  | Gorgeous          | FLDF-10208 | |
| 6th  | 1992年10月21日 | YA-YA-YA          | FLDF-10224 | 横山輝一プロデュース                                                                                         |
| 7th  | 1993年6月18日  | SHY-SHY-SHINE     | FLDF-10250 | 尾関昌也プロデュース                                                                                         |
| 8th  | 1993年10月21日 | Ding Dong Express | FLDF-10257 | |
| 9th  | 1994年4月21日  | On Time           | FLDF-1503  | |
| 10th | 1994年11月7日  | Angelic Dream     | FLDF-1533  | |
| 11th | 1995年3月1日   | Adam              | FLDF-1551  | - 作曲はディック・リー。 - 事実上のラストシングル。 - ボーカルがSATSUKIではなく、SAEによる楽曲になっている。 |

その他のシングル
1. Love Rush／ふたつ年下恋愛遊戯（1991年9月21日、FLDF-9149） - 『MIHO（藍田美豊） with ZOO』名義
2. Hard Rock／Her Hard Heart Hurt[Remix Version]（1992年2月21日、FLDF-09202） - 『DEER』名義
3. JOY／LOVE ME AGAIN（1992年7月17日, FLDF-10218） - 『DEER』名義
4. Choo Choo TRAIN（2003年12月10日、FLCF-3991）
JR東日本 SKI SKIのキャンペーンソングとなった4曲（「Choo Choo TRAIN」「YA-YA-YA」「Ding Dong Express」「Angelic Dream」）をマキシシングル化。

### アルバム
オリジナル・アルバム
1. NATIVE（1991年7月21日、FLCF-30108）
2. Present Pleasure（1991年12月15日、FLCF-20123）
3. Gorgeous（1992年5月13日、FLCF-25134）
4. JUNGLE（1992年12月16日、FLCF-30194）
5. Can I Dance?（1993年11月19日、FLCF-30225）
6. ZOO PALAST（1994年12月7日、FLCF-3531）

ベスト・アルバム
1. ZOO FOR SALE（1993年5月21日、FLCF-30208）
2. LAST DANCE（1995年12月16日、FLCF-3604）2枚組
3. ZOO Pure Best（2001年9月27日、FLCF-3890）
4. GOLDEN☆BEST ZOO Special Works（2003年3月19日、FLCF-3943）（期間限定盤：2014年12月03日、FLCF-4474）
5. REAL ZOO BEST -DJ TARO SELECTION-（2013年5月29日、FLCF-4453） - CD+DVDの2枚組

リミックス・アルバム
1. REMIX（1995年8月19日、FLCF-3589）
2. Dance Paradise Hyper Euro ZOO（2000年11月22日、FLCP-1024）

ライブ・アルバム
1. ZOO THE FINAL -LAST DANCE LIVE-（1996年3月21日、FLCF-3681）
  - 東京厚生年金会館で行われたラストライブを収録。完全限定生産、CD2枚組。

## 映像作品

### MV/ダンスステップ集
1. ZOO ～Careless Dance～（1990年7月21日、VHS：FLVF-39107）
2. ZOO II ～GIVEN～（1991年3月21日、VHS：FLVF-39110)
  - ZOO + ZOO II（1991年3月21日、LD：FLLF-49110）
3. ZOO III ～NATIVE～（1991年8月21日、VHS：FLVF-39112、LD：FLLF-39112）
4. ZOO IV ～Choo Choo TRAIN～（1991年12月15日、VHS：FLVF-39115、LD：FLLF-39115）
5. ZOO V ～Gorgeous～（1992年7月17日、VHS：FLVF-39120、LD：FLLF-39120)
6. ZOO VI ～YA-YA-YA～（1993年1月21日、VHS：FLVF-39125、LD：FLLF-39125)
7. ZOO VII ～Ding Dong Express～（1993年12月1日、VHS：FLVF-39130）
8. ZOO THE BEST（1994年7月21日、VHS：FLVF-8502、2013/11/27（再発売）、DVD：FLBF-8109）
9. ZOO VIII ～Angelic Dream～（1994年12月16日、VHS：FLVF-8505）
10. ZOO LAST DANCE（1995年12月16日、VHS：FLVF-8512）

### ライブ
1. ZOO Night 1991 LIVE（1992年3月21日VHS：FLVF-49116、LD：FLLF-49116）
2. JAPAN TOUR '92 ＜YA-YA-YA＞ in BUDOKAN（1993年4月21日、VHS：FLVF-49127、LD：FLLF-49127）
3. JAPAN TOUR '93 ＜Can I Dance＞ in BUDOUKAN（1994年3月18日、VHS：FLVF-59134、2013年11月27日（再発売）、DVD：FLBF-8110）
4. ZOO THE FINAL -LAST DANCE LIVE-（1996年3月21日、VHS：FLVF-8513、2013年11月27日（再発売）、DVD：FLBF-8111）
LDには『ZOO MEGA MIX』『LAST MESSAGE』収録の8cmシングル付。

### コンプリートコレクション
1. COMPLETE COLLECTION FROM 90 TO 93（2013年1月30日、OTUMDVD-1001 - 1006、DVD6枚組）
上記ビデオの内、『ZOO + ZOO 2』『ZOO 3』『ZOO 4』『ZOO 5』『ZOO Night 1991 LIVE』『JAPAN TOUR'92を収録。
2. COMPLETE COLLECTION FROM 93 TO 96（2013年1月30日、OTUMDVD-2001 - 2007、DVD7枚組）
上記ビデオの内、『ZOO 6』『ZOO 7』『ZOO 8』『ZOO THE BEST』『ZOO LAST DANCE』『JAPAN TOUR'93』『ZOO THE FINAL』を収録。

### その他
- ZOO→JSB→EXILE（2005年7月6日、RZBD-45224）
ZOOのダンサーだったHIROの軌跡を収録した作品。
Disc1に「Adam」以外のシングル10曲、Disc2にJRのCMを収録。

## 写真集
- NATIVE（1991年11月7日、音楽専科社）（ZOO & DEER名義）
- FREE STYLE（1992年8月20日、JICC出版局）

## タイアップ
| 曲名              | タイアップ                                                                                                 |
| ----------------- | --- |
| Careless Dance    | テレビ朝日系『華麗にAh!so』オープニングテーマ曲                                                            |
| GIVEN             | テレビ朝日系『華麗にAh!so』オープニングテーマ曲                                                            |
| Native            | テレビ朝日系『華麗にAh!so』オープニングテーマ曲                                                            |
| Choo Choo TRAIN   | 「JR東日本 SKI SKI」キャンペーンソング テレビ朝日系『華麗にAh!so』オープニングテーマ曲                     |
| Gorgeous          | '92 「シーブリーズ」イメージソング                                                                         |
| YA-YA-YA          | 「JR東日本 SKI SKI」キャンペーンソング テレビ朝日系『華麗にAh!so』オープニングテーマ曲                     |
| SHY-SHY-SHINE     | 「世界リゾート博」イメージソング ビクトリア イメージソング テレビ朝日系『華麗にAh!so』オープニングテーマ曲 |
| Ding Dong Express | 「JR東日本 SKI SKI」キャンペーンソング テレビ朝日系『華麗にAh!so』オープニングテーマ曲                     |
| Angelic Dream     | 「JR東日本 SKI SKI」キャンペーンソング テレビ朝日系『華麗にAh!so』オープニングテーマ曲                     |
| Adam              | マツダ・カペラワゴンCMソング                                                                               |

## 主な出演
テレビドラマ
- ペーパームーン（1990年、テレビ朝日）　
- 蜜柑と月（1992年、テレビ朝日） - LUKE、NAOYAのみ

CM
- JR東日本・JR東日本 SKI SKI（1991年度 - 1994年度）
- サーティワン・サーティワンアイスクリーム（1992年）
- 資生堂・シーブリーズ（1992年）
- 厚木パルコ（1992年）
- 明治製菓・ポイフル（1993年）
- 東京都消費者啓発マルチ商法防止CM（1993年）
- 明治製菓・パキット（1993年）